# 20e cérémonie des Los Angeles Film Critics Association Awards
La 20e cérémonie des Los Angeles Film Critics Association Awards (LAFCA Awards), décernés par la Los Angeles Film Critics Association, a eu lieu le 10 décembre 1994, et a récompensé les films réalisés dans l'année,.

## Palmarès
Note : la LAFCA décerne deux prix dans chaque catégorie ; le premier prix est indiqué en gras.

### Meilleur film
- Pulp Fiction

### Meilleur réalisateur
- Quentin Tarantino pour Pulp Fiction

### Meilleur acteur
- John Travolta pour son rôle dans Pulp Fiction

### Meilleure actrice
- Jessica Lange pour son rôle dans Blue Sky

### Meilleur acteur dans un second rôle
- Martin Landau pour son rôle dans Ed Wood

### Meilleure actrice dans un second rôle
- Dianne Wiest pour son rôle dans Coups de feu sur Broadway (Bullets over Broadway)

### Meilleurs décors
- Le Grand Saut (The Hudsucker Proxy) – Dennis Gassner

### Meilleur scénario
- Pulp Fiction – Quentin Tarantino et Roger Avary

### Meilleure photographie
- Ed Wood – Stefan Czapsky

### Meilleure musique de film
- Ed Wood – Howard Shore

### Meilleur film en langue étrangère
- Trois couleurs : Rouge  France  Pologne  Suisse

### Meilleur film d'animation
- Le Roi lion (The Lion King)

### Meilleur film documentaire
- Hoop Dreams de Steve James

### New Generation Award
- John Dahl pour ses films Red Rock West et Last Seduction

### Career Achievement Award
- Billy Wilder

### Douglas Edwards Experimental/Independent Film/Video Award
- John Maybury – Remembrance of Things Fast: True Stories Visual Lies

### Prix spécial
- Pauline Kael